# Campionato sudamericano femminile di pallavolo 2019
Il campionato sudamericano femminile di pallavolo 2019 si è svolto dal 28 agosto al 1º settembre 2019 a Cajamarca, in Perù: al torneo hanno partecipato otto squadre nazionali sudamericane e la vittoria finale è andata per la ventunesima volta, la tredicesima consecutiva, al Brasile.

## Impianti
|                                                                             |  |  |
|                                                                             |  |  |
| Coliseo Gran Qhapac Ñan Città: Cajamarca Capienza: 8 000 Anno d'apertura: - |  |  |

### Formula
Le squadre hanno disputato una prima fase a gironi con formula del girone all'italiana; al termine della prima fase:
- Le prime due classificate di ogni girone hanno acceduto alla fase finale per il primo posto, strutturata in semifinali, finale per il terzo posto e finale.
- Le ultime due classificate di ogni girone hanno acceduto alla fase finale per il quinto posto, strutturata in semifinali e finale per il quinto posto.

### Criteri di classifica
Se il risultato finale è stato di 3-0 o 3-1 sono stati assegnati 3 punti alla squadra vincente e 0 a quella sconfitta, se il risultato finale è stato di 3-2 sono stati assegnati 2 punti alla squadra vincente e 1 a quella sconfitta.
L'ordine del posizionamento in classifica è stato definito in base a:
- Numero di partite vinte;
- Punti;
- Ratio dei set vinti/persi;
- Ratio dei punti realizzati/subiti;
- Risultati degli scontri diretti.

## Squadre partecipanti
| Squadra   | Qualificazione      | Ultima partecipazione |
| --------- | ------------------- | --------------------- |
| Argentina | -                   | Colombia 2017         |
| Bolivia   | -                   | Bolivia 2005          |
| Brasile   | -                   | Colombia 2017         |
| Colombia  | -                   | Colombia 2017         |
| Ecuador   | -                   | Perù 1977             |
| Perù      | Paese organizzatore | Colombia 2017         |
| Uruguay   | -                   | Colombia 2015         |
| Venezuela | -                   | Colombia 2017         |

## Torneo

### Fase a gironi
| Girone A  | Girone B |
| --------- | -------- |
| Argentina | Bolivia  |
| Brasile   | Colombia |
| Ecuador   | Perù     |
| Venezuela | Uruguay  |

#### Girone A

##### Risultati
| 28 agosto 2019 Coliseo Gran Qhapac Ñan, Cajamarca Durata: - Spettatori: | Brasile   | 3 - 0 | Ecuador   | 25-8, 25-9, 25-10                |
| 28 agosto 2019 Coliseo Gran Qhapac Ñan, Cajamarca Durata: - Spettatori: | Argentina | 3 - 0 | Venezuela | 25-16, 25-13, 25-22              |
| 29 agosto 2019 Coliseo Gran Qhapac Ñan, Cajamarca Durata: - Spettatori: | Argentina | 3 - 0 | Ecuador   | 25-16, 25-15, 25-13              |
| 29 agosto 2019 Coliseo Gran Qhapac Ñan, Cajamarca Durata: - Spettatori: | Brasile   | 3 - 0 | Venezuela | 25-10, 25-16, 25-11              |
| 30 agosto 2019 Coliseo Gran Qhapac Ñan, Cajamarca Durata: - Spettatori: | Venezuela | 3 - 2 | Ecuador   | 25-19, 23-25, 25-18, 21-25, 15-5 |
| 30 agosto 2019 Coliseo Gran Qhapac Ñan, Cajamarca Durata: - Spettatori: | Brasile   | 3 - 1 | Argentina | 23-25, 25-19, 25-16, 25-11       |

##### Classifica
| Pos | Squadra   | Pt | G | V | P | SV | SP | Ratio | PF  | PS  | Ratio |
| --- | --------- | -- | - | - | - | -- | -- | ----- | --- | --- | ----- |
| 1   | Brasile   | 9  | 3 | 3 | 0 | 9  | 1  | 9,000 | 248 | 135 | 1,837 |
| 2   | Argentina | 6  | 3 | 2 | 1 | 7  | 3  | 2,333 | 221 | 193 | 1,145 |
| 3   | Venezuela | 2  | 3 | 1 | 2 | 3  | 8  | 0,375 | 197 | 242 | 0,814 |
| 4   | Ecuador   | 1  | 3 | 0 | 3 | 2  | 9  | 0,222 | 163 | 259 | 0,629 |

#### Girone B

##### Risultati
| 28 agosto 2019 Coliseo Gran Qhapac Ñan, Cajamarca Durata: ? - Spettatori: ? | Colombia | 3 - 0 | Uruguay  | 25-9, 25-8, 25-20                |
| 28 agosto 2019 Coliseo Gran Qhapac Ñan, Cajamarca Durata: ? - Spettatori: ? | Perù     | 3 - 0 | Bolivia  | 25-12, 25-11, 25-11              |
| 29 agosto 2019 Coliseo Gran Qhapac Ñan, Cajamarca Durata: ? - Spettatori: ? | Colombia | 3 - 0 | Bolivia  | 25-8, 25-6, 25-16                |
| 29 agosto 2019 Coliseo Gran Qhapac Ñan, Cajamarca Durata: ? - Spettatori: ? | Perù     | 3 - 0 | Uruguay  | 25-14, 25-11, 25-16              |
| 30 agosto 2019 Coliseo Gran Qhapac Ñan, Cajamarca Durata: ? - Spettatori: ? | Uruguay  | 1 - 3 | Bolivia  | 17-25, 15-25, 25-12, 22-25       |
| 30 agosto 2019 Coliseo Gran Qhapac Ñan, Cajamarca Durata: ? - Spettatori: ? | Perù     | 2 - 3 | Colombia | 22-25, 25-23, 26-24, 13-25, 9-15 |

##### Classifica
| Pos | Squadra  | Pt | G | V | P | SV | SP | Ratio | PF  | PS  | Ratio |
| --- | -------- | -- | - | - | - | -- | -- | ----- | --- | --- | ----- |
| 1   | Colombia | 8  | 3 | 3 | 0 | 9  | 2  | 4,500 | 262 | 162 | 1,617 |
| 2   | Perù     | 7  | 3 | 2 | 1 | 8  | 3  | 2,666 | 245 | 187 | 1,310 |
| 3   | Bolivia  | 3  | 3 | 1 | 2 | 3  | 7  | 0,428 | 151 | 229 | 0,659 |
| 4   | Uruguay  | 0  | 3 | 0 | 3 | 1  | 9  | 0,111 | 157 | 237 | 0,662 |

### Fase finale

#### Finali 1º e 3º posto
|  | Semifinali | Semifinali | Semifinali |          |         | Finale 1º/2º posto | Finale 1º/2º posto | Finale 1º/2º posto |  |
|  |            |            |            |          |         |                    |                    |                    |  |
|  | Brasile    | Brasile    | 3          |          |         |                    |                    |                    |  |
|  | Brasile    | Brasile    | 3          |          |         |                    |                    |                    |  |
|  | Perù       | Perù       | 0          |          |         |                    |                    |                    |  |
|  | Perù       | Perù       | 0          |          | Brasile | Brasile            | 3                  |                    |  |
|  |            |            |            |          | Brasile | Brasile            | 3                  |                    |  |
|  |            |            | Colombia   | Colombia | 0       |                    |                    |                    |  |
|  | Colombia   | Colombia   | Colombia   | Colombia | 0       | 3                  |                    |                    |  |
|  | Colombia   | Colombia   |            |          |         | 3                  |                    |                    |  |
|  | Argentina  | Argentina  | 0          |          |         | Finale 3º/4º posto | Finale 3º/4º posto | Finale 3º/4º posto |  |
|  | Argentina  | Argentina  | 0          |          |         |                    |                    |                    |  |
|  |            |            |            |          |         |                    |                    |                    |  |
|  |            |            |            |          |         | Perù               | Perù               | 3                  |  |
|  |            |            |            |          |         | Perù               | Perù               | 3                  |  |
|  |            |            |            |          |         | Argentina          | Argentina          | 2                  |  |

##### Semifinali
| 30 agosto 2019 Coliseo Gran Qhapac Ñan, Cajamarca Durata: ? - Spettatori: ? | Colombia | 3 - 0 | Argentina | 25-23, 25-21, 25-19 |
| 30 agosto 2019 Coliseo Gran Qhapac Ñan, Cajamarca Durata: ? - Spettatori: ? | Brasile  | 3 - 0 | Perù      | 25-19, 25-18, 25-16 |

##### Finale 3º posto
| 1º settembre 2019 Coliseo Gran Qhapac Ñan, Cajamarca Durata: ? - Spettatori: ? | Perù | 3 - 2 | Argentina | 25-19, 26-24, 17-25, 19-25, 16-14 |

##### Finale
| 1º settembre 2019 Coliseo Gran Qhapac Ñan, Cajamarca Durata: ? - Spettatori: ? | Brasile | 3 - 0 | Colombia | 25-22, 25-23, 25-20 |

#### Finale 5º posto
|  | Semifinali | Semifinali |  |           | Finale  | Finale |
|  |            |            |  |           |         |        |
|  | Bolivia    | 3          |  |           |         |        |
|  | Bolivia    | 3          |  |           |         |        |
|  | Ecuador    | 0          |  |           |         |        |
|  | Ecuador    | 0          |  | Venezuela | 3       |        |
|  |            |            |  | Venezuela | 3       |        |
|  |            |            |  |           | Bolivia | 0      |
|  | Venezuela  | 3          |  |           | Bolivia | 0      |
|  | Venezuela  | 3          |  |           |         |        |
|  | Uruguay    | 0          |  |           |         |        |
|  | Uruguay    | 0          |  |           |         |        |

##### Semifinali
| 30 agosto 2019 Coliseo Gran Qhapac Ñan, Cajamarca Durata: ? - Spettatori: ? | Bolivia   | 3 - 0 | Ecuador | 25-22, 25-22, 25-23 |
| 30 agosto 2019 Coliseo Gran Qhapac Ñan, Cajamarca Durata: ? - Spettatori: ? | Venezuela | 3 - 0 | Uruguay | 25-15, 25-9, 25-14  |

##### Finale 5º posto
| 1º settembre 2019 Coliseo Gran Qhapac Ñan, Cajamarca Durata: ? - Spettatori: ? | Venezuela | 3 - 0 | Bolivia | 25-23, 25-18, 25-22 |

## Podio

### Campione
Formazione: Claudino, Leão, Carneiro, Cândido, Francisco, Ratzke, de Castro, A. da Silva, Pinto, L. da Silva, Corrêa, Costa, Claro, Teixeira, CT: Guimarães

## Classifica finale
| Pos | Squadra   | Qualificazione                                              |
| --- | --------- | ----------------------------------------------------------- |
|     | Brasile   |                                                             |
|     | Colombia  | Qualificazioni sudamericane ai Giochi della XXXII Olimpiade |
|     | Perù      | Qualificazioni sudamericane ai Giochi della XXXII Olimpiade |
| 4   | Argentina | Qualificazioni sudamericane ai Giochi della XXXII Olimpiade |
| 5   | Venezuela | Qualificazioni sudamericane ai Giochi della XXXII Olimpiade |
| 6   | Bolivia   |                                                             |
| 7   | Ecuador   |                                                             |
| 7   | Uruguay   |                                                             |

## Premi individuali
| Premio                 | Nome               | Squadra   |
| ---------------------- | ------------------ | --------- |
| MVP                    | Lorenne Teixeira   | Brasile   |
| Miglior palleggiatrice | María Marín        | Colombia  |
| Miglior opposto        | Sol Piccolo        | Argentina |
| Miglior schiacciatrice | Amanda Coneo       | Colombia  |
| Miglior schiacciatrice | Karla Ortiz        | Perù      |
| Miglior centrale       | Mara Leão          | Brasile   |
| Miglior centrale       | Ana Beatriz Corrêa | Brasile   |
| Miglior libero         | Juliana Toro       | Colombia  |